# Хогбен, Ланселот Томас
Ланселот Томас Хогбен (англ. Lancelot Thomas Hogben; 9 декабря 1895, Портсмут, Гэмпшир — 22 августа 1975, Рексем) — английский учёный, биолог, создатель искусственного языка Интерглосса.

## Биография
Хогбен родился в Портсмуте и вырос в Саутси (Гемпшир, Великобритания). Учился в Тринити колледж, в Кембридже. Имел ученую степень профессора в университетах Южной Африки, США, Лондона и Абердина, много путешествовал.
Является автором научно-популярной книги Science for the Citezen (Наука для гражданина), многочисленных эссе по образованию, например Dangerous Thoughts (Опасные мысли). Другие популярные его произведения — Mathematics for the Million (Математика для миллионов) и написанная в соавторстве The Loom of Language (Холсты языка). В 1943 году создал искусственный язык Интерглосса. Из-за отсутствия успеха этого языка он оставил занятия им в 1963 году, когда предложил другой проект: Essential World English, созданный на основе Бейсик-инглиш.